# V494 Андромеды
V494 Андромеды (лат. V494 Andromedae) — одиночная переменная звезда в созвездии Андромеды на расстоянии приблизительно 1040 световых лет (около 319 парсеков) от Солнца. Видимая звёздная величина звезды — от +11,55m до +11,1m.

## Характеристики
V494 Андромеды — оранжевая эруптивная переменная звезда типа RS Гончих Псов (RS) спектрального класса K. Радиус — около 3,48 солнечных, светимость — около 6,16 солнечных. Эффективная температура — около 4874 K.